# Heistesoo
Koordinaten: 58° 56′ N, 22° 17′ O
Heistesoo ist ein Dorf (estnisch küla) in der Landgemeinde Hiiumaa (2013 bis 2017: Landgemeinde Hiiu, davor Landgemeinde Kõrgessaare) auf der zweitgrößten estnischen Insel Hiiumaa (deutsch Dagö).

## Beschreibung
Das Dorf liegt auf der Halbinsel Kõpu (Kõpu poolsaar).
Heistesoo hat keine Einwohner mehr (Stand 31. Dezember 2011).